# Andreas Møller
Andreas Möller (allemand : Andreas Möller; 30 novembre 1684 - c. 1762) est un portraitiste danois et pionnier de la peinture miniature qui travaille dans de nombreuses cours européennes.

## Biographie

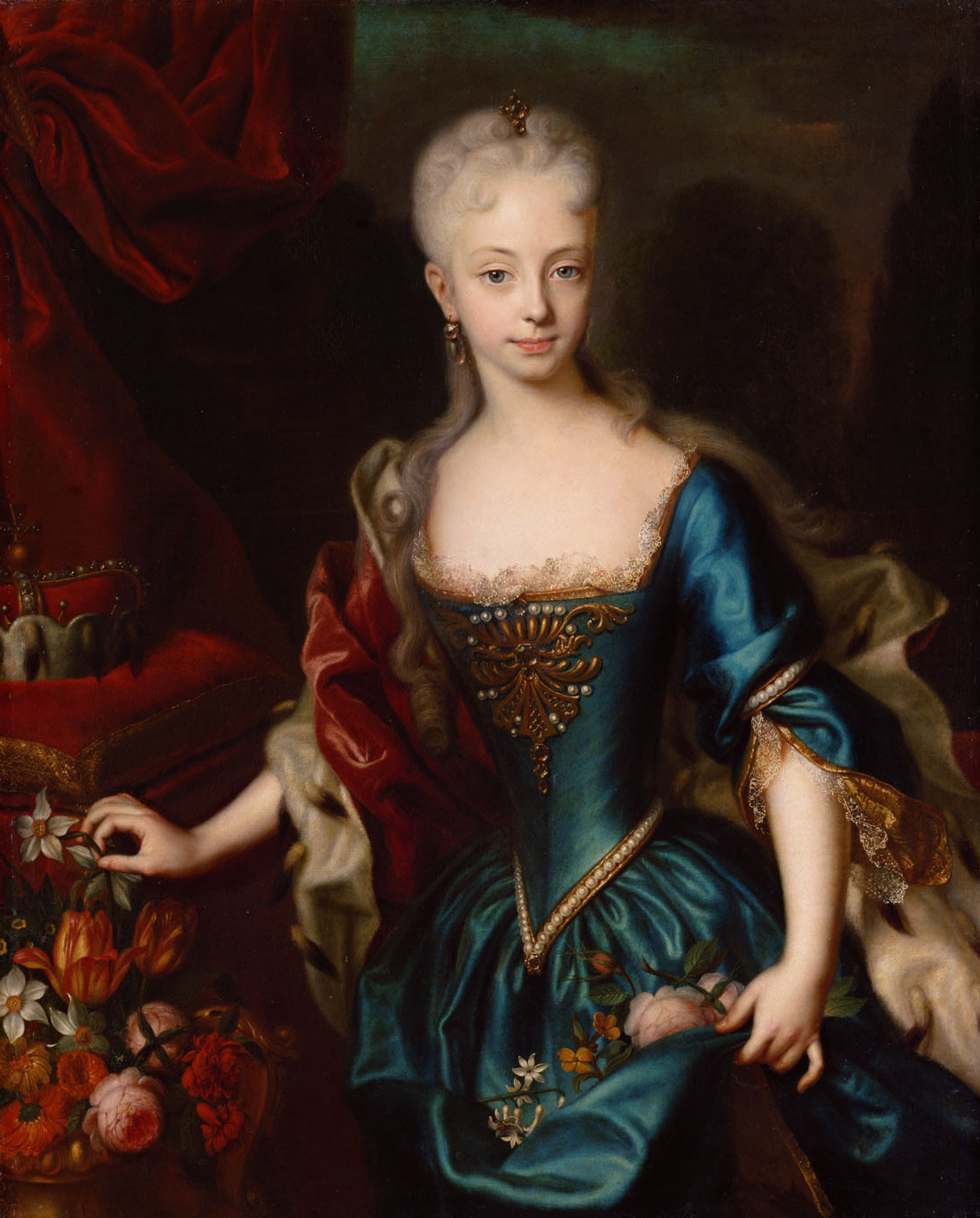
Marie-Thérèse d'Andreas Møller v. 1727

Né à Copenhague, Andreas Møller est le premier peintre danois de réputation internationale. Il est le fils de Daniel Møller, le professeur de dessin du roi Frédéric IV. Déjà dans sa jeunesse, il passe beaucoup de temps à l'étranger, notamment à Londres, où il acquiert très tôt une renommée d'artiste accompli.
Il est considéré comme un « demi-anglais » et plus tard, pour le distinguer de son père, il est surnommé le « Møller anglais ». En 1712, il quitte définitivement le Danemark pour travailler à Vienne, Kassel, Dresde, Londres, Paris, Florence, Mannheim, Leipzig et Berlin, où se trouvent la plupart de ses œuvres.
Il est employé comme peintre à la cour de Hesse du Landgrave Charles Ier en 1715 jusqu'en 1721. Le roi du Danemark nouvellement couronné, Christian VI, le rencontre en 1732 à Dresde et le nomme plus tard peintre de la cour. Il est le peintre de la cour de Christian VI de 1736 à 1741. Ses œuvres comprennent principalement des portraits de membres de maisons royales et princières européennes, dont un portrait de 1727 de Marie-Thérèse âgée de 11 ans. Pour la famille impériale de Vienne, il réalise plusieurs portraits et miniatures.
Décrit comme un homme polyvalent et élégant, ainsi qu'un bon patriote, Møller passe ses dernières années à Berlin, où il meurt probablement en 1762.